# Rayshaun Hammonds
Rayshaun Hammonds (Augusta, 10 novembre 1998) è un cestista statunitense.

## Carriera
Dopo aver trascorso tre stagioni con i Georgia Bulldogs, nel 2020 si dichiara per il Draft NBA, non venendo tuttavia scelto. Inizia quindi la carriera professionistica con i Fort Wayne Mad Ants, franchigia di NBA G League affiliata agli Indiana Pacers. Il 27 settembre 2021 passa al VEF Rīga, con cui vince la Lega Lettone-Estone.
Il 25 luglio 2022 firma con il BG 74 Gottinga.

## Palmarès
- Latvian-Estonian Basketball League: 1

VEF Rīga: 2021-2022
- Campionato lettone: 1

VEF Riga: 2021-2022
- Coppa di Lettonia: 1

VEF Riga: 2022